# Нью-Йорк-Ивнинг-Пост-билдинг
Нью-Йорк-Ивнинг-Пост-билдинг (англ. New York Evening Post Building; также известное как Нью-Йорк-Пост-билдинг и Пост-тауэрс) — небоскрёб по адресу Уэст-стрит, 75 в Нижнем Манхэттене, Нью-Йорк . Здание спроектировано архитектором Хорасом Трамбауэром и построено в 1926 году.
Это здание в стиле ар-деко со стальным каркасом и кирпичным фасадом. В отделке широко используются терракота и плитка-кабанчик (англ. Guastavino tile). В здании есть уступы, начинающиеся на седьмом этаже, а также U-образный световой колодец. Редакция газеты New York Evening Post ранее занимала так называемое «старое здание» (англ. Old New York Evening Post Building) на Визи-стрит, 20 с 1906 по 1926 год, после чего переехала в специально построенный для нее небоскреб, где находилась до 1970 года:3, 5, 8. В настоящее время здание представляет собой многоквартирный дом. Нью-Йорк-Ивнинг-Пост-билдинг был включен в Национальный реестр исторических мест 22 сентября 2000 года.